# Dicksonia lathamii
Dicksonia lathamii là một loài dương xỉ trong họ Dicksoniaceae. Loài này được T.Moore mô tả khoa học đầu tiên năm 1885.
Danh pháp khoa học của loài này chưa được làm sáng tỏ. 